# 尤哈·梅措拉
尤哈·梅措拉（芬蘭語：Juha Metsola，1989年2月24日—），芬兰男子冰球运动员，场上位置是守门员。他曾入选2018年冬季奥林匹克运动会芬兰男子冰球队名单，但并未上场参赛。